# Horkelia utahensis
Horkelia utahensis là loài thực vật có hoa trong họ Hoa hồng. Loài này được (S. Watson) Rydb. mô tả khoa học đầu tiên năm 1898.